# 南部義政
南部 義政（なんぶ よしまさ）は、室町時代中期の武士。三戸南部氏14代当主。はじめ南部庄司、後に遠江守、大膳大夫を号したとされる。

## 略歴
13代・南部守行の長男として生まれた。
初名は行政といい、後に、6代将軍・足利義教より「義」の字を拝領し、義政を称したと伝わる（『南部御系録』）。
永享12年（1440年）に64歳で死去。